# Gustaf Engzell
Gustaf Engzell, född 25 januari 1757 i Vika socken, Kopparbergs län,  död 2 maj 1797 i Östra Torps socken, Malmöhus län, var en svensk präst och författare. 
Engzell blev 1782 student vid Uppsala universitet, 1788 komministersadjunkt i Falun och utnämndes till belöning för sin verksamhet vid upprättandet av Dalfrikåren av Gustav III till regementspastor vid denna. År 1790 blev han kyrkoherde i Östra Torp och Lilla Isie i Skåne. Engzell är i litteraturhistorien känd såsom Thorildsefterbildare, både vad angår idéer och den orimmade formen. Hans vers är emellertid rätt underhaltig; hans prosa är visserligen stundom konstlad, men dock av en viss kraft och eld, såsom i några tal till dalkarlarna. Bland hans arbeten märks Dalkarlarne (1786), Strödda skaldestycken 1–3 (samma år), Nyare arbeten (1790) samt några översättningar från Young och Gerstenberg.